# Hinrich August Springer
Hinrich August Springer (11. juli 1817 i Kaltenkirchen – 6. januar 1878 i Kiel) var en holstensk amtmand.
Han var søn af Kirchspielvogt i Kaltenkirchen (i Holsten) Hinrich Springer og Ernestine f. Meier, studerede i Kiel og Göttingen og tog 1839 juridisk eksamen i Kiel. 1848 konstituerede den provisoriske regering ham som aktuar i Segeberg, og 1. august samme år blev han kontorchef i indenrigsdepartementet i Rendsborg, 1849 departementschef i Krigsdepartementet. Fra juni 1849 til 1850 var han medlem af den slesvig-holstenske landsforsamling, 1852 konstitueredes han som kontorchef i Det holstenske Ministerium i København, fik 1854 kongelig udnævnelse og blev 1855 departementschef. 1856 og 1859 var han tilforordnet hos den kongelige kommissarius i Itzehoe Stænder, og 1858 blev han etatsråd. 1858 sad han i Rigsrådet og var her medstiller af forslaget om at indskrænke Rigsrådets forhandlinger til den løbende forvaltning.
1862 udnævntes han til amtmand over Segeberg og Travendal Amter og forblev her i preussisk tjeneste. 1866 var han i København som kommissær for den østrigsk-preussiske civilmyndighed. 1868 blev han råd i det preussiske overpræsidium i Kiel, samme år med 4 ugers mellemrum regeringsråd og gehejmeregeringsråd. Fra 1870-73 var han medlem for Stormarn af det preussiske deputeretkammer og sluttede sig her til det frikonservative parti. Springer døde 6. januar 1878 i Kiel efter 17. marts 1859 at have ægtet Ida Emilie Henriette Bülow (18. november 1832 i Viborg -), datter af kammerjunker, by- og herredsfoged i Store Heddinge Frants Frederik Vilhelm Bülow. Han var Ridder af Dannebrog og Dannebrogsmand.